# Hanne Agersnap
Hanne Agersnap (født 5. september 1960 i København) er kulturgeograf. I perioden 13. november 2007 til 15. september 2011 var hun medlem af Folketinget, valgt for Socialistisk Folkeparti i Lyngbykredsen (Københavns Omegns Storkreds). I Folketinget fungerede Hanne Agersnap som ordfører for Forskning, IT og Tele, Indfødsret og hun var desuden delegeret ved Nordisk Råd.

## Baggrund
Hanne Agersnap er datter af professor Flemming Agersnap og foreningssekretær Gudrun Agersnap. Hun er gift, har to børn, hvor en af dem er folketingsmedlem Sigurd Agersnap, og bor i Virum.
Hanne Agersnap blev uddannet cand.scient. i kulturgeografi fra Københavns Universitet i 1991. Fra 1991-1998 arbejdede hun som konsulent hos COWI, mens hun 1998-2001 var projektkoordinator hos u-landsorganisationen CARE Danmark.
Hun var u-landskonsulent hos Copenhagen Development Consulting 2006, hvor hun blev bestyrer hos Paradis Is på Nørrebro.

## Politiske karriere
Hanne Agersnap var medlem af SF's bestyrelse i Lyngby fra 2002 til 2005, hvor hun var formand mellem 2003 og 2004.
Ved Kommunalvalget 2005 blev hun valgt til kommunalbestyrelsen i Lyngby-Taarbæk. Med 525 personlige stemmer blev hun partiets højdescorer i kommunen.
Ved Folketingsvalget 2007 blev Agersnap valgt til Folketinget for Københavns Omegns Storkreds.
I Folketinget blev hun partiets it- og telepolitiske ordfører, forskningsordfører samt indfødsretsordfører.
Hun var medlem af en række udvalg: Skatteudvalget, Udvalget for Videnskab og Teknologi, Europaudvalget og Indfødsretsudvalget.
Derudover var hun medlem af Nordisk Råd og Østersøens Parlamentariske Forsamling.
Agersnaps henvendelse i december 2010 var årsag til at journalister fra Dagbladet Information begyndte at grave i den såkaldte Statsløse-sag, der førte til integrationsminister Birthe Rønn Hornbechs afgang. 
Ved SF's formandsvalg i 2012 støttede Agersnap Annette Vilhelmsen.
Efter Folketingsvalget 2011 forlod Agersnap Folketinget.
Hanne Agersnap har siden 2011 været lokalformand for som SF i Lyngby-Taarbæk.[kilde mangler]
Ved Kommunalvalget 2013 blev hun med 217 stemmer valgt ind i kommunalbetyrelsen.

## Tillidserhverv og andet
Medlem af Parkinsonforeningens Hovedbestyrelse, og siden 2012 af forretningsudvalget for Parkinsonforeningen.[kilde mangler]
Siden 2013 bestyrelsesmedlem i Institut for Flerpartisamarbejde.[kilde mangler]
Lønnede stillinger
Skatteankenævnsmedlem i Nærum skatteankenævn (udtrådte den 1. juni 2010).